# Ufa (stad)
Ufa (basjkiriska: Өфө, Öfö; ryska: Уфа; tatariska: Уфа, Өфә eller Өфе; tjuvasjiska: Ěпхӳ) är huvudstaden i delrepubliken Basjkirien, belägen längst österut i den europeiska delen av Ryssland, invid Uralbergens västra sluttningar, där floderna Belaja och Ufa möts. Staden har cirka 1,1 miljoner invånare.[när?] Staden har ett universitet, grundat 1957. Dansaren Rudolf Nurejev kom från Ufa.

## Historia
Ivan IV lät grunda ett fort på platsen år 1574, som ursprungligen bar samma namn som kullen det stod på: Tura-Tau. Staden började så småningom kallas Ufa, med betydelsen "liten" på turkspråk, av ortsborna. Orten blev stad 1586, och tjänade under 1600-talet som en viktig handelspostering mellan Moskva och Sibirien. År 1788 blev Ufa administrativt centrum för islam i Ryssland och räknas fortfarande ofta som landets muslimska mittpunkt, med bland annat Ljalja-Tjulpan-moskén. År 1802 blev Ufa huvudorten i Basjkirien och år 1922 officiellt huvudstad.
Ufa tillhörde svältdistrikten under den terrorhungernöd 1921-1922 som förorsakats av bolsjevikernas tvångsrekvisitioner av säd till städerna vilket sammanföll med missväxt på sommaren och stark kyla på vintern. Vid samtal med dödgrävare vid Ufa:s begravningsplats framkom att det dagligen i medeltal begrovs 200-300 personer. Sedan sommaren 1921 hade sammanlagt 50000 människor fått sitt sista vilorum vid kyrkan. Endast under de första veckorna i september hade 6000 barn begravts. Andra orter i hungerdistriktet var  Samara, Orenburg och Sterlitamak.
Ufa blev omtalat 1989 på grund av en katastrofal järnvägsolycka där två tåg antändes av läckande gas och över 500 människor omkom.

## Administrativ indelning
Ufa är indelad i sju stadsdistrikt.
| Stadsdistrikt      | Invånarantal 9 oktober 2002 | Invånarantal 14 oktober 2010 | Invånarantal 1 januari 2015 |
| ------------------ | --------------------------- | ---------------------------- | --------------------------- |
| Demskij            | 53 002                      | 64 294                       | 71 588                      |
| Kalininskij        | 197 233                     | 197 451                      | 201 281                     |
| Kirovskij          | 141 955                     | 147 062                      | 160 546                     |
| Leninskij          | 70 456                      | 77 362                       | 84 535                      |
| Oktiabrskij        | 231 651                     | 234 152                      | 241 238                     |
| Ordzjonikidzevskij | 175 551                     | 168 615                      | 168 956                     |
| Sovetskij          | 172 589                     | 173 383                      | 177 523                     |
| TOTALT             | 1 042 437                   | 1 062 319                    | 1 105 667                   |

Utöver detta så administrerar staden mindre landsbygdsområden utanför centralorten, med totalt 7 042 invånare år 2002, 9 321 invånare vid folkräkningen 2010, och 10 218 invånare i början av 2015.

## Näringsliv
Bland näringar märks produktion av gruv- och elektrisk utrustning, syntetiskt gummi och livsmedel, oljeraffinering samt petrokemisk industri; staden är centrum för ett av Rysslands viktigaste oljedistrikt. Staden har på grund av sin höga industrialiseringsgrad höga inkomstnivåer i förhållande till övriga Ryssland, men upplever samtidigt omfattande miljöförstöring.

## Sport
- FK Ufa;
- Neftiannik stadion
- Ishockeyklubben Salavat Julajev Ufa har sin bas i staden.
- Staden stod som värd för JVM i ishockey 2013.
- Travbanan Akbuzat

## Vänorter
Ufa har följande vänorter:
- Ankara, Turkiet
- Halle an der Saale, Tyskland
- Jakutsk, Ryssland
- Jekaterinburg, Ryssland
- Kazan, Ryssland
- Leipzig, Tyskland
- Orenburg, Ryssland
- Perm, Ryssland
- Shenyang, Kina
- Sterlitamak, Ryssland
- Suchumi, Abchazien
- Tjeljabinsk, Ryssland